# NXT UK Tag Team Championship
El NXT UK Tag Team Championship (Campeonato en Parejas del Reino Unido de NXT, en español), fue un campeonato de lucha libre profesional creado y utilizado por la WWE para su marca NXT UK, siendo inaugurado el 18 de junio de 2018. Los últimos campeones fueron Josh Briggs & Brooks Jensen.

## Historia
El campeonato se anunció junto con el WWE United Kingdom Women's Championship el 18 de junio de 2018 como parte de NXT UK. el 14 de octubre de 2018 NXT UK grabaciones, Triple H y el General Manager de NXT UK Johnny Saint dieron a conocer los cinturones de campeonato.

### Torneo Inaugural
|  | Semifinales NXT UK grabaciones (24 y 25 de noviembre) (transmitido el 2 y 9 de enero) | Semifinales NXT UK grabaciones (24 y 25 de noviembre) (transmitido el 2 y 9 de enero) | Semifinales NXT UK grabaciones (24 y 25 de noviembre) (transmitido el 2 y 9 de enero) |                         |                    | Final NXT UK TakeOver: Blackpool (12 de enero) | Final NXT UK TakeOver: Blackpool (12 de enero) | Final NXT UK TakeOver: Blackpool (12 de enero) |  |
|  |                                                                                       |                                                                                       |                                                                                       |                         |                    |                                                |                                                |                                                |  |
|  |                                                                                       |                                                                                       |                                                                                       |                         |                    |                                                |                                                |                                                |  |
|  | Moustache Mountain (Trent Seven & Tyler Bate)                                         | Moustache Mountain (Trent Seven & Tyler Bate)                                         | Pin                                                                                   |                         |                    |                                                |                                                |                                                |  |
|  | Moustache Mountain (Trent Seven & Tyler Bate)                                         | Moustache Mountain (Trent Seven & Tyler Bate)                                         | Pin                                                                                   |                         |                    |                                                |                                                |                                                |  |
|  | Gallus (Wolfgang & Mark Coffey)                                                       | Gallus (Wolfgang & Mark Coffey)                                                       | 14:39                                                                                 |                         |                    |                                                |                                                |                                                |  |
|  | Gallus (Wolfgang & Mark Coffey)                                                       | Gallus (Wolfgang & Mark Coffey)                                                       | 14:39                                                                                 |                         | Moustache Mountain | Moustache Mountain                             | 23:45                                          |                                                |  |
|  |                                                                                       |                                                                                       |                                                                                       |                         | Moustache Mountain | Moustache Mountain                             | 23:45                                          |                                                |  |
|  |                                                                                       |                                                                                       | Grizzled Young Veterans                                                               | Grizzled Young Veterans | Pin                |                                                |                                                |                                                |  |
|  | Grizzled Young Veterans (James Drake & Zack Gibson)                                   | Grizzled Young Veterans (James Drake & Zack Gibson)                                   | Grizzled Young Veterans                                                               | Grizzled Young Veterans | Pin                | Pin                                            |                                                |                                                |  |
|  | Grizzled Young Veterans (James Drake & Zack Gibson)                                   | Grizzled Young Veterans (James Drake & Zack Gibson)                                   |                                                                                       |                         |                    | Pin                                            |                                                |                                                |  |
|  | South Wales Subculture (Flash Morgan Webster & Mark Andrews                           | South Wales Subculture (Flash Morgan Webster & Mark Andrews                           | 9:19                                                                                  |                         |                    |                                                |                                                |                                                |  |
|  | South Wales Subculture (Flash Morgan Webster & Mark Andrews                           | South Wales Subculture (Flash Morgan Webster & Mark Andrews                           | 9:19                                                                                  |                         |                    |                                                |                                                |                                                |  |
|  |                                                                                       |                                                                                       |                                                                                       |                         |                    |                                                |                                                |                                                |  |

## Campeones
Los primeros campeones fueron Grizzled Young Veterans, quienes ganaron un torneo con final en NXT UK TakeOver: Blackpool, y desde entonces ha habido 4 distintos equipos que ha portado los cinturones.
El reinado más largo en la historia del título le pertenece a Gallus (Mark Coffey & Wolfgang), quienes mantuvieron el campeonato por 510 días. Por otro lado, el reinado más corto es el de Ashton Smith y Oliver Carter, con tan solo 20 días. 
En cuanto a los días en total como campeones (un acumulado entre la suma de todos los días de los reinados individuales de cada luchador), Gallus posee el primer lugar, con 510 días como campeones en su único reinado. Les siguen Grizzled Young Veterans (231 días en su único reinado) y South Wales Subculture (34 días en su único reinados). En cuanto a los días en total como campeones, de manera individual, James Drake y Zack Gibson poseen el primer lugar con 231 días en su único reinado. Le siguen Mark Coffey y Wolfgang — (ambos con 510 días en su único reinado).
El campeón más joven en la historia es James Drake, quien a los 25 años y 314 días derrotó junto a Zack Gibson a Moustache Mountain el 12 de enero de 2018 en NXT UK TakeOver: Blackpool. En contraparte, el campeón más viejo es Trent Seven, quien a los 40 años y 110 días derrotó junto con Tyler Bate  a South Wales Subculture  el 4 de octubre de 2019 en NXT UK. En cuanto al peso de los campeones, Gallus son los más pesados con 228 kilogramos combinados, mientras que South Wales Subculture son los más livianos con 147 kilogramos combinados.

### Lista de campeones
| N.º | Campeón                                                      | Lucha                                           | Lucha                      | Lucha                 | Estadísticas | Estadísticas | Estadísticas     | Notas y referencias |
| N.º | Campeón                                                      | Fecha                                           | Evento                     | Ubicación             | Reinado      | Días         | Días reconocidos | Notas y referencias |
| --- | ------------------------------------------------------------ | ----------------------------------------------- | -------------------------- | --------------------- | ------------ | ------------ | ---------------- | --- |
| 1   | Grizzled Young Veterans (James Drake & Zack Gibson)          | 12 de enero de 2019                             | NXT UK TakeOver: Blackpool | Blackpool, Inglaterra | 1            | 231          | 230              | Derrotaron a Moustache Mountain en la final de un torneo para convertirse en los campeones inaugurales. |
| 2   | South Wales Subculture (Flash Morgan Webster & Mark Andrews) | 31 de agosto de 2019                            | NXT UK TakeOver: Cardiff   | Cardiff, Gales        | 1            | 34           | 47               | Derrotaron a Grizzled Young Veterans y Gallus (Mark Coffey & Wolfgang) en un Triple Threat Match. |
| 3   | Gallus (Mark Coffey & Wolfgang)                              | 4 de octubre de 2019                            | NXT UK                     | Brentwood, Inglaterra | 1            | 510          | 497              | Emitido el 17 de octubre. Este reinado incluye un periodo de 355 días durante el que no se llevó a cabo ningún combate de NXT UK debido a la pandemia de COVID-19.                                                                                        |
| 4   | Pretty Deadly (Sam Stoker & Lewis Howley)                    | 25 de febrero de 2021 (transmisión en diferido) | NXT UK                     | Londres, Inglaterra   | 1            | n/a          | 287              | Se desconoce la fecha real en la que sucedió el combate. WWE reconoce el reinado desde el 25 de febrero del 2021, cuando se emitió el episodio en diferido.                                                                                               |
| 5   | Moustache Mountain (Trent Seven & Tyler Bate)                | 17 de noviembre de 2021                         | NXT UK                     | Londres, Inglaterra   | 1            | 155          | 175              | Emitido el 9 de diciembre. |
| 6   | Oliver Carter & Ashton Smith                                 | 21 de abril de 2022                             | NXT UK                     | Londres, Inglaterra   | 1            | 62           | 21               | Derrotaron a Moustache Mountain y Die Familie (Teoman & Rohan Raja) en un Triple Threat Match. Emitido el 2 de junio. |
| —   | Vacante                                                      | 22 de junio de 2022                             | NXT UK                     | Londres, Inglaterra   | —            | —            | —                | Debido a una lesión de Smith. |
| 7   | Josh Briggs & Brooks Jensen                                  | 22 de junio de 2022                             | NXT UK                     | Londres, Inglaterra   | 1            | 74           | 73               | Derrotaron a Die Familie (Teoman & Rohan Raja), Dave Mastiff & Jack Starz y Mark Andrews & Wild Boar en un Fatal-4 Way Elimination Match. Briggs & Jensen se convierten en los primeros campeones no europeos en ganar el título. Emitido el 23 de junio. |
| —   | Unificado                                                    | 4 de septiembre de 2022                         | Worlds Collide             | Orlando, Florida      | —            | —            | —                | Con el Campeonato en Parejas de NXT. |

### Total de días con el título
La siguiente lista muestra el total de días que un equipo o un luchador ha poseído el campeonato, si se suman todos los reinados que posee. Actualizado a la fecha del 29 de junio de 2025.

#### Por equipos

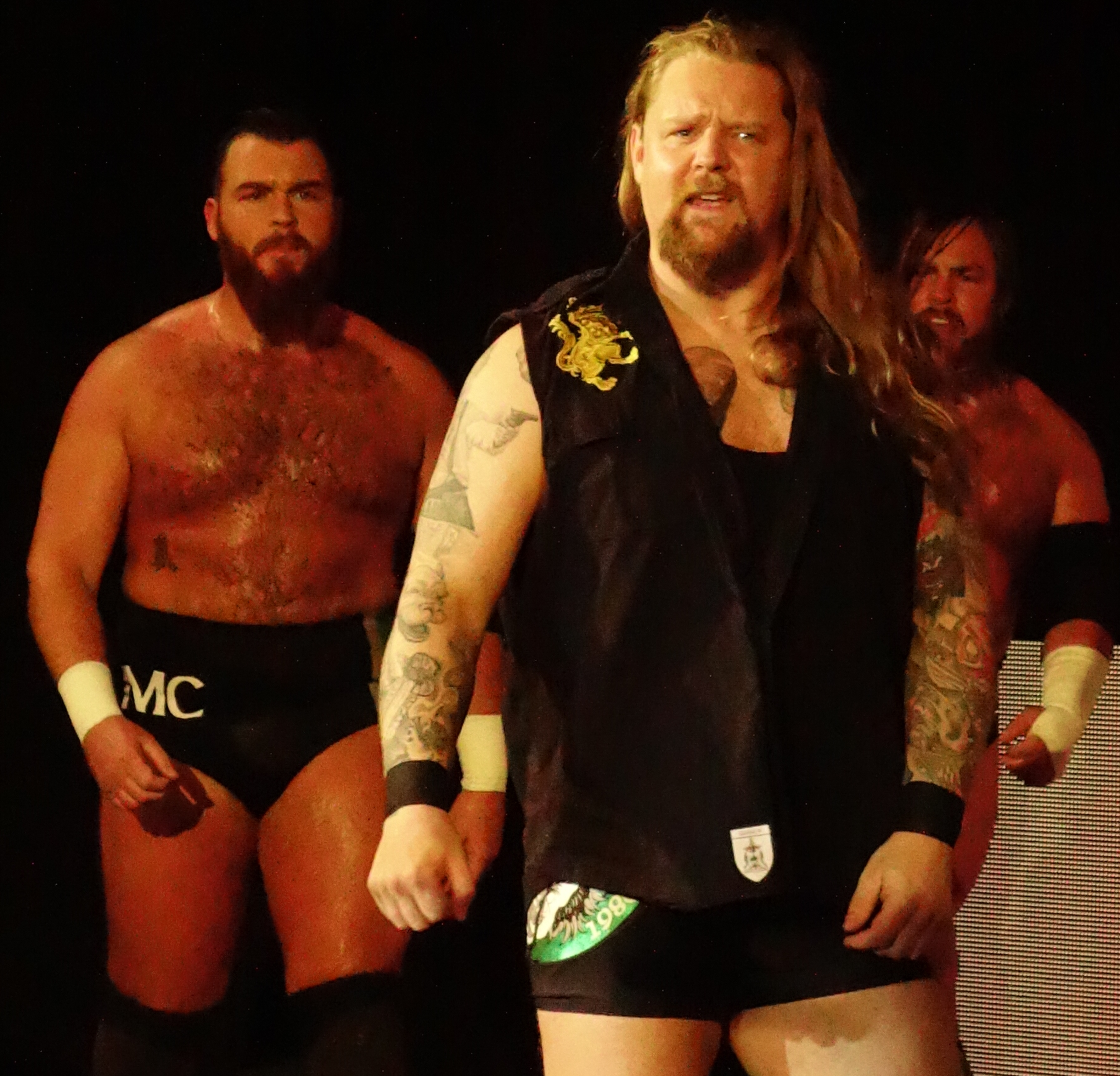
Los excampeones en parejas Gallus poseen el reinado más largo del campeonato con 510 días.

| N.º | Campeones                                                         | Reinados | Días totales |
| --- | ----------------------------------------------------------------- | -------- | ------------ |
| 1   | Gallus (Mark Coffey & Wolfgang)                                   | 1        | 510          |
| 2   | Pretty Deadly (Sam Stoker/Elton Prince & Lewis Howley/Kit Wilson) | 1        | 286          |
| 3   | Grizzled Young Veterans (James Drake & Zack Gibson)               | 1        | 231          |
| 4   | Moustache Mountain (Trent Seven & Tyler Bate)                     | 1        | 155          |
| 5   | Josh Briggs & Brooks Jensen                                       | 1        | 74           |
| 6   | Ashton Smith & Oliver Carter                                      | 1        | 62           |
| 7   | South Wales Subculture (Flash Morgan Webster & Mark Andrews)      | 1        | 34           |